# NGC 1139
NGC 1139 ist eine Linsenförmige Galaxie vom Hubble-Typ SB0/a im Sternbild Eridanus am Südsternhimmel. Sie ist schätzungsweise 469 Millionen Lichtjahre von der Milchstraße entfernt und hat einen Durchmesser von etwa 165.000 Lichtjahren.

Im selben Himmelsareal befinden sich u. a. die Galaxien IC 268, IC 269, IC 270, IC 272.
Die Typ-Ia-Supernova SN 2000dp wurde hier beobachtet.
Das Objekt wurde am 1. Januar 1886 von Francis Leavenworth entdeckt.